# Maggot Brain
Maggot Brain este un album din 1971 al trupei Americane de funk, Funkadelic. A fost lansat prin Westbound Records. Albumul conține elemente de psihedelie, rock, muzică gospel și muzică soul. Pitchfork Media a numit albumul ca fiind al 17-lea cel mai bun al anilor '70 iar în 2003 materialul a fost clasat pe locul 486 în Lista celor mai bune 500 de albume ale tuturor timpurilor stabilită de revista Rolling Stone. 

## Tracklist
1. "Maggot Brain" (George Clinton, Eddie Hazel) (10:20)
2. "Can You Get to That" (Clinton, Ernie Harris) (2:50)
3. "Hit It and Quit It" (Clinton, Billy "Bass" Nelson, Garry Shider) (3:50)
4. "You and Your Folks, Me and My Folks" (Clinton, Judie Jones, Bernie Worrell) (3:36)
5. "Super Stupid" (Clinton, Hazel, Nelson, Tawl Ross) (3:57)
6. "Back in Our Minds" (Clarence "Fuzzy" Haskins) (2:38)
7. "Wars of Armageddon" (Clinton, Tiki Fulwood, Ross, Worrell) (9:42)

## Componență
- Eddie Hazel - chitară, voce
- Tawl Ross - chitară ritmică, voce
- Bernie Worrell - claviaturi, voce
- Billy "Bass" Nelson - bas, voce
- Tiki Fulwood - tobe
- George Clinton, Clarence "Fuzzy" Haskins, Calvin Simon, Grady Thomas, Ray Davis, Garry Shider - voci